# Hapoël Galil Elyon
Le Hapoël Galil Elyon, ou Hapoël Galil-Elion Golan, est un club israélien de basket-ball évoluant en Ligat Winner, le plus haut niveau du championnat israélien. Ayant son siège au kibboutz kfar Blum, le club a vocation de représentativité inter-régionale (Haute Galilée et Golan).

## Historique
Le club est promu en première division à l'issue de la saison 2020-2021.

## Palmarès
- Champion d'Israël : 1993, 2010
- Finaliste du championnat d'Israël : 1990, 1995
- Vainqueur de la Coupe d'Israël : 1988, 1992
- Finaliste de la Coupe d'Israël : 1987, 1990, 1998

## Entraîneurs successifs
- 1981-1983 :  Pini Gershon
- 1987-1992 :  Muli Katzurin
- 1992-1993 :  Pini Gershon
- 1994-1995 :  Pini Gershon
- 1994-1999 :  David Blatt
- 1999-2001 :  Erez Edelstein
- 2004-2007 :  Oded Katash
- 2007-2008 :  Danny Franco

## Joueurs célèbres ou marquants
- Jonathan Skjöldebrand
- Michael Ansley
- Brad Leaf
- Kenny Hayes
- Rimantas Kaukėnas
- Chester Simmons
- Sam Hoskin
- Uche Nsonwu-Amadi
- Jamie Arnold
- Jawad Williams
- Nadav Henefeld
- Omri Casspi
- Yogev Ohayon
- Doron Sheffer
- Oded Kattash
- Lior Eliyahu
- Alon Stein
- Andrew Kennedy
- Ido Kozikaro
- Teo Ćizmić
- Christian Dalmau